# Kamen Rider Black RX
Kamen Rider Black RX (仮面ライダーBLACK RX, Kamen Raidā Burakku Āru Ekkusu) is een Japanse tokusatsuserie, en de negende van de Kamen Rider series. De serie werd uitgezonden van oktober 1988 tot September 1989, met een totaal van 47 afleveringen.
De serie was een direct vervolg op de serie Kamen Rider Black, met in de hoofdrol dezelfde held als in die serie.
De serie werd door Saban Entertainment als basis gebruikt voor de Amerikaanse serie Masked Rider.

## Verhaal
5 jaar zijn verstreken sinds Minami Kotaro als Kamen Rider Black de Gorgom organisatie versloeg. Hij heeft nu een baan als helikopterpiloot bij een bedrijf gerund door de Sahara familie.
Op een dag wordt Minami gevangen door de Crisis Empire, een buitenaards leger dat zijn zinnen heeft gezet op de aarde. Ze willen Minami overhalen zich bij hen te voegen, maar hij weigert. Daarom vernietigen de aliens zijn kingstone (de bron van zijn kracht), en schieten hem te ruimte in. In de ruimte wordt zijn kingstone door de straling van de zon hersteld, en gemuteerd tot een sterkere vorm.
Met zijn nieuwe Kingstone veranderd Kotaro in de sterkere Kamen Rider Black RX, en begint zijn strijd tegen de Crisis Empire

## Personages

### Held
Kotaro Minami / Kamen Rider Black RX (南 光太郎 / 仮面ライダーBLACK RX, Minami Kōtarō / Kamen Raidā Burakku Āru Ekkusu): de held uit de vorige serie. Hij kreeg onder invloed van zonnestraling nieuwe krachten als Kamen Rider Black RX.
Als Kamen Rider Black RX heeft Kotaro de beschikking over drie kostuums. Zijn standaard kostuum is groen/zwart en gebaseerd op een insect. In deze vorm gebruikt hij een lichtzwaardachtig wapen.
Zijn tweede vorm is Robo Rider (ロボライダー, Robo Raidā). Dit harnas is zwart/geel gekleurd en meer robotachtig van vorm. Zijn kracht neemt in deze vorm toe, maar zijn snelheid neemt af. Zijn wapen is een pistool.
Zijn derde vorm is Bio Rider (バイオライダー, Baio Raidā), een blauw/zilver harnas. In deze vorm is hij supersnel, en kan in water veranderen om zo te ontsnappen uit lastige situaties. Zijn wapen is een onverwoestbaar zwaard.

### Bondgenoten
- Reiko Shiratori (白鳥 玲子, Shiratori Reiko): een fotograaf en Kotaro’s vriendin.

- De Sahara Familie (佐原家, Saharake): een familie die een helikopterfabriek runt. Kotaro is een van hun medewerkers, en wordt gezien als lid van de familie. Shunkichi (俊吉, Shunkichi) en Utako (唄子, Utako) zijn de ouders. Ze hebben een zoon genaamd Shigeru (茂, Shigeru) en een dochter genaamd Hitomi (ひとみ, Hitomi). In aflevering 46 komen de twee ouders om het leven door toedoen van het Crisis Empire.
- Joe the Haze (霞のジョー, Kasumi no Jō): een cyborg die in eerste instantie aan de kant van het Crisis Empire stond. Later sluit hij zich aan bij Black RX.

- Kyoko Matoba (的場 響子, Matoba Kyōko): een ESP vrouw ervaren in boogschieten. Haar ouders zijn vermoord door het Crisis Empire.

- Tien vorige Kamen Riders (10人の仮面ライダー, Jūnin no Kamen Raidā, 41-47): alle voorgaande Kamen Rider helden (1 t/m ZX). Ze helpen Black RX in de strijd met het Crisis Empire.

### Crisis Empire
Een buitenaards leger dat de aarde wil veroveren. Ze beweren dat mensen niets om de aarde geven, en de planeet bij hen in betere handen zou zijn.
- Grand Lord Crisis (42, 46-47): de ware leider van de Crisis Empire. Hij is een reusachtig hoofd dat uiteindelijk werd vernietigd door RX. Er zijn geruchten dat hij de grote leider is die van achter de schermen ook alle criminele organisaties uit de vorige series leidde.

- General Jaaku  (Jaaku Shogun) (1-46): de militaire leider van de Crisis Emprie. Draagt een gouden masker en een zwarte cape. In de finale veranderde hij in een sterkere vorm genaamd Jaaku Murder (Jaaku Midola). In deze vorm doodde hij de ouders van de Sahara familie.

- Colonel Maribaron (1-24, & 27-47): de tovenares van de Crisis Empire. Ze draagt een zwart/rood harnas en heeft een oogje op Jaaku. Ze kan vuur spuwen. Haar monsters zijn allemaal gebaseerd op het bovennatuurlijke.

- Naval Commander Bosgan (1-16 , 18-44): een grote man in een blauw/groen kostuum, gewapend met een zwaard. Hij heeft twee gezichten en voert het bevel over de man-beast/mutanten van de Crisis Empire.

- Captain Gatenzone (1-15, 18-25, 27-43): een blauwe robotische motorrijder, die het bevel voert over de robots van het Crisis Empire.

- Captain Gedorian (1-42): een klein wezentje dat het bevel voert over de buitenaardse levensvormen van het Crisis Empire. Hij is erg laf, en gaat confrontaties altijd uit de weg.

- General Dasmader (28-47): een inspecteur gestuurd door Crisis midden in de serie. Hij is het gastlichaam van de Grand Lord Crisis.

- 'Service Droid Chakrum: een kleine robot die altijd Jakku’s komst aankondigt.

- Chaps: De soldaten van het Crisis Empire.

De monsters van het Crisis Empire komen voor in verschillende groepen: bovennatuurlijk, robot, buitenaardse levensvorm en man-beast/mutant.

### Overig
- Shadow Moon / Nobuhiko Akizuki (シャドームーン / 秋月 信彦, Shadō Mūn / Akizuki Nobuhiko, 22, 27) Kotaro's stiefbroer en aartsvijand/rival uit de vorige serie. Hij is nog altijd uit op wraak, en vormt een tijdelijke bondgenootschap met de Crisis Empire. Vlak voor zijn dood veranderde hij terug in Nobuhiko.

## Afleveringen
1. He's the Child of the Sun! RX (太陽の子だ! RX, Taiyō no Ko da! Aru Ekkusu)
2. Basking in the Light! RX (光を浴びて! RX, Hikari o Abite! Aru Ekkusu)
3. RX, Knight of the Typhoon (RX対風の騎士, Aru Ekkusu Taifū no Kishi)
4. Car of Light, Ridoron (光の車ライドロン, Hikari no Kuruma Raidoron)
5. Pitfall of Cave Exploration (洞窟探検の落し穴, Dōkutsu Tanken no Otoshiana)
6. Mysterious Demon ET Riot! (怪魔ET大暴れ!, Kaima Ī Tī Abare!)
7. SOS! Ring of Friendship (SOS! 友情の輪, Esu Ō Esu! Yūjō no Wa)
8. Papa and Mama's Secret (パパとママの秘密, Papa to Mama no Himitsu)
9. Maribaron's Sorcery (マリバロンの妖術, Maribaron no Yōjutsu)
10. Shocked by a Faker (ニセ者でドッキリ, Nisesha de Dokkiri)
11. Rebellion of Scraps (スクラップの反乱, Sukurappu no Hanran)
12. The Assassin Inside Dreams (夢の中の暗殺者, Yume no Naka no Ansatsusha)
13. The Targeted Mysterious Demon Girl (狙われた怪魔少女, Nerawareta Kaima Shōjo)
14. Hitomi-chan Abducted (ひとみちゃん誘拐, Hitomi-chan Yūkai)
15. Robo Rider is Born (ロボライダー誕生, Roboraidā Tanjō)
16. The Princess of the Valley of Miracles (奇跡の谷の姫君, Kiseki no Tani no Himegimi)
17. Bio Rider! (バイオライダー!, Baioraidā!)
18. Mystery! Sky Swimming of Dreams (怪! 夢の空中遊泳, Kai! Yume no Kūchū Yūei)
19. The Dreadful Artificial Sun (恐怖の人工太陽!, Kyōfu no Jinkō Taiyō)
20. The Demon Who Eats Bananas (バナナを喰う鬼, Banana o Kū Oni)
21. The Front of Love and Friendship (愛と友情の戦線, Ai to Yūjō no Sensen)
22. Shadow Moon! (シャドームーン!, Shadō Mūn!)
23. RX Who Became a Pig (ブタになったRX, Buta ni Natta Aru Ekkusu)
24. Papa is Dracula (パパはドラキュラ, Papa wa Dorakyura)
25. The Bride of Scorpio (さそり座の花嫁, Sasoriza no Hanayome)
26. Bossgan's Counterattack (ボスガンの反撃, Bosugan no Hangeki)
27. Big Counterattack! The Prince of Shadows (大逆襲! 影の王子, Dai Gyakushū! Kage no Ōji)
28. His Majesty the Emperor's Proxy (皇帝陛下の代理人, Kōtei Heika no Dairinin)
29. A World Without Water (水のない世界, Mizu no Nai Sekai)
30. Tokyo Desert Without Tomorrow (明日なき東京砂漠, Ashita-naki Tōkyō Sabaku)
31. The Woman Who Saw the Mysterious Demon World (怪魔界を見た女, Kaima Kai o Mita Onna)
32. Heavens of Love and Hope (愛と希望の大空, Ai to Kibō no Ōzora)
33. The Great Decisive Battle of Setoo Bridge (瀬戸大橋の大決戦, Setoōhashi no Dai Kessen)
34. The Shikoku Aircraft Carrierization Project!! (四国空母化計画!!, Shikoku Kūboka Keikaku!!)
35. The Kotaro Investigation Mystery!! (光太郎指名手配!!, Kōtarō Shimeitehai Kai!!)
36. Who is the Hero!? (ヒーローは誰だ!?, Hīrō wa Dare da!?)
37. The Fang-Facing Beastman Ninja Squad (牙むく獣人忍者隊, Kiba Muku Jūjin Ninja Tai)
38. Skeleton Field's Suspicious Dance Team (白骨ケ原の妖舞団, Hakkotsuke Hara no Aya Mai Dan)
39. Roar! Mini 4WD (爆走! ミニ4WD, Bakusō! Mini Yon Daburu Dī)
40. The Trap of the Yu-rei Multi-Unit Apartments (ユーレイ団地の罠, Yūrei Danchi no Wana)
41. Fear of the Deathblow Hag (百目婆ァの恐怖, Todome Babaa no Kyōfu)
42. The Four Commanding Officers are All Banished (四隊長は全員追放, Yon Taichō wa Zen'in Tsuihō)
43. Defeated! RX (敗れたり! RX, Yaburetari! Aru Ekkusu)
44. Fight! All Riders (戦え! 全ライダー, Tatakae! Zen Raidā)
45. The End of the Fake Riders (偽ライダーの末路, Nise Raidā no Batsuro)
46. The Riders' Total Assault (ライダーの総突撃, Raidā no Sō Totsugeki)
47. A Shining Tomorrow (輝ける明日, Kagayake 'ru Ashita)

### Korte film
- Stay in the World (仮面ライダー世界に駆ける, Kamen Raidā Sekai ni Kakeru)

## Rolverdeling
- Narrator (ナレーター, Narētā) - Issei Masamune (政宗 一成, Masamune Issei)
- Kotaro Minami / Kamen Rider Black RX (南 光太郎 / 仮面ライダーBLACK RX, Minami Kōtarō / Kamen Raidā Āru Ekkusu) - Tetsuo Kurata (倉田 てつを, Kurata Tetsuo)
- Reiko Shiratori (白鳥 玲子, Shiratori Reiko) - Jun Kouyamaki (高野槇 じゅん, Kōyamaki Jun)
- Shunkichi Sahara (佐原 俊吉, Sahara Shunkichi) - Makoto Akatsuka (赤塚 真人, Akatsuka Makoto)
- Utako Sawara (佐原 唄子, Sahara Utako) - Eri Tsuruma (鶴間 エリ, Tsuruma Eri)
- Joe of Haze (霞のジョー, Kasumi no Jō) - Rikiya Koyama (小山 力也, Koyama Rikiya)
- Kyoko Matoba (的場 響子, Matoba Kyōko) - Megumi Ueno (上野 めぐみ, Ueno Megumi)
- Goro (吾郎, Gorō) - Jo Onodera (小野寺 丈, Onodera Jō)
- Shigeru Sahara (佐原 茂, Sahara Shigeru) - Go Inoue (井上 豪, Inoue Gō)
- Hitomi Sahara (佐原 ひとみ, Sahara Hitomi) - Shouko Imura (井村 翔子, Imura Shōko)
- Hayato Hayami (速水 隼人, Hayami Hayato) - Minoru Sawatari (佐渡 稔, Sawatari Minoru)
- Grand Lord Crisis (クライシス皇帝, Kuraishisu Kōtei, Voice) - Goro Naya (納谷悟朗, Naya Gorō)
- General Jaaku (ジャーク将軍, Jāku Shōgun, Voice) - Seizo Kato (加藤 精三, Katō Seizō, 1-44) and Hidekatsu Shibata (柴田 秀勝, Shibata Hidekatsu, 45-47)
- Colonel Maribaron (マリバロン, Maribaron) - Atsuko Takahata (高畑 淳子, Takahata Atsuko)
- Bosgan (ボスガン, Bosugan, Voice) - Shozo Iizuka (飯塚 昭三, Iizuka Shōzō)
- Gatezone (ガテゾーン, Gatezōn, Voice) - Toshimichi Takahashi (高橋 利道, Takahashi Toshimichi)
- Gedorian (ゲドリアン, Gedorian, Voice) - Kazunori Arai (新井 一典, Arai Kazunori)
- Chakrum (チャックラム, Chakkuramu, Voice) - Atsuo Mori (森 篤夫, Mori Atsuo)
- Dasmader (ダスマダー, Dasumadā) - Tetsuya Matsui (松井 哲也, Matsui Tetsuya)
- Shadow Moon (シャドームーン, Shadō Mūn, Voice) - Masaki Terasoma (寺杣 昌紀, Terasoma Masaki)
- Kingstone (キングストーン, Kingusutōn, Voice) - Teiji Omiya (大宮 悌二, Ōmiya Teiji)

## Trivia
- Dit was de laatste serie waarin de klassieke Kamen Riders nog meededen. Wel kwamen Kamen Riders 1, 2 en V3 nog voor in een paar films.
- Dit was de laatste van de Showa Kamen Rider series.